# Câmara dos Deputados (Bolívia)
A Câmara dos Deputados (em castelhano: Cámara de Diputados) é a câmara baixa da Assembleia Legislativa Plurinacional da Bolívia. A composição e os poderes desta câmara estão estabelecidos na Constituição Política do Estado. A sala de sessões está localizada no edifício do Palácio Legislativo, na Praça Murillo.

## Deputados
Os deputados têm mandatos de cinco anos e devem ter pelo menos 25 anos de idade no dia da eleição.

### Sistema eleitoral
A Câmara dos Deputados é composta por 130 assentos (incluindo os sete assentos especiais), eleitos por meio de um sistema compensatório misto baseado na vinculação de assentos, utilizando dois votos: 63 deputados são eleitos por pluralidade de primeira preferência para representar distritos eleitorais uninominais, 60 são eleitos por lista fechada representação proporcional por lista partidária a partir de listas partidárias em uma base departamental (em distritos de tamanhos variados correspondentes aos nove departamentos da Bolívia, com um limite mínimo de 3%). Os assentos da lista em cada região são atribuídos proporcionalmente com base nos votos obtidos pelos candidatos à presidência, subtraindo o número de distritos uninominais conquistados (para proporcionar uma representação proporcional mista). Os sete assentos restantes são reservados para indígenas eleitos pelos usos e costumes. Um eleitor só pode votar em um dos distritos eleitorais normais ou especiais (coexistência).
A eleição utiliza os mesmos votos que os votos para o Presidente e para o Senado, tornando-se uma dupla (tripla) votação simultânea. Os eleitores não podem, portanto, dividir o seu voto entre estas eleições, mas podem votar num candidato de uma lista diferente na eleição da Câmara, uma vez que os deputados dos distritos uninominais são eleitos através de votos separados.
As listas partidárias devem alternar entre homens e mulheres e, nos distritos uninominais, os homens devem concorrer com uma mulher como suplente e vice-versa. Pelo menos 50% dos deputados dos distritos uninominais devem ser mulheres.

## Eleições

### Eleição de 2020
| Partido/coligação | Partido/coligação         | Voto popular | %     | Deputados | Deputados |
| Partido/coligação | Partido/coligação         | Voto popular | %     | Assentos  | +/–       |
| ----------------- | ------------------------- | ------------ | ----- | --------- | --------- |
|                   | Movimento pelo Socialismo | 3.393.978    | 55,10 | 75        | 8         |
|                   | Comunidade Cívica         | 1.775.943    | 28,83 | 39        | 11        |
|                   | Creemos                   | 862.184      | 14h00 | 16        | 7         |
|                   | Frente pela Vitória       | 95.245       | 1,55  | 0         | Estável   |
|                   | Partido de Ação Nacional  | 31.770       | 0,51  | 0         | Estável   |